# Formă conservativă
Forma conservativă sau forma euleriană se referă la un aranjament al unei ecuații sau sistem de ecuații, reprezentând de obicei un sistem hiperbolic, care subliniază faptul că o proprietate reprezentată se conservă, adică este un tip de ecuație de continuitate. Termenul este folosit de obicei în contextul mecanicii mediilor continue.

## Forma generală
Ecuațiile în forma conservativă au forma
{\displaystyle {\frac {d\xi }{dt}}+{\boldsymbol {\nabla }}\cdot \mathbf {f} (\xi )=0}
pentru orice mărime care se conservă {\displaystyle \xi }, cu o funcție adecvată {\displaystyle \mathbf {f} }. O ecuație de această formă poate fi transformată într-o ecuație integrală
{\displaystyle {\frac {d}{dt}}\int _{V}\xi ~dV=-\oint _{\partial V}\mathbf {f} (\xi )\cdot {\boldsymbol {\nu }}~dS}
folosind teorema divergenței⁠(d). Ecuația integrală afirmă că rata de modificare a integralei mărimii {\displaystyle \xi } dintr-un volum de control arbitrar {\displaystyle V} este dată de fluxul {\displaystyle \mathbf {f} (\xi )} prin frontiera (limita) volumului de control, cu {\displaystyle {\boldsymbol {\nu }}} fiind normala suprafeței la exterior la frontieră. {\displaystyle \xi } nu este nici generat, nici consumat în interiorul {\displaystyle V,} prin urmare se conservă. O alegere tipică pentru {\displaystyle \mathbf {f} } este {\displaystyle \mathbf {f} (\xi )=\xi \mathbf {u} ,} cu viteza {\displaystyle \mathbf {u} ,} adică prin volum  curge cantitatea {\displaystyle \xi ,} având un câmp de viteze dat.
Forma integrală a unor astfel de ecuații este de obicei formularea mai naturală din punct de vedere fizic, iar ecuația diferențială rezultă prin derivare. Deoarece ecuația integrală poate avea și soluții nederivabile, egalitatea ambelor formulări se poate strica în unele cazuri, ducând în simulările unor astfel de ecuații la soluții slabe și dificultăți numerice severe.

## Exemplu
Un exemplu de set de ecuații scrise în forma conservativă sunt ecuațiile lui Euler ale curgerii fluidului:
{\displaystyle {\frac {\partial \rho }{\partial t}}+\nabla \cdot (\rho \mathbf {u} )=0}
{\displaystyle {\frac {\partial \rho \mathbf {u} }{\partial t}}+\nabla \cdot (\rho \mathbf {u} \otimes \mathbf {u} +p\mathbf {I} )=0}
{\displaystyle {\frac {\partial E}{\partial t}}+\nabla \cdot (\mathbf {u} (E+pV))=0}
Fiecare dintre acestea reprezintă conservarea masei, a impulsului, respectiv a energiei.